# Raionul Șîreaieve
Raionul Șiriaeve  (în ucraineană Ширяївський район, transliterat: Șîreaiivskîi raion) este unul din cele 26 raioane administrative din regiunea Odesa din Ucraina, cu reședința în orașul Șîreaieve. A fost înființat pe 1935 fiind atunci inclus în componența RSS Ucrainene. Începând din anul 1991, acest raion face parte din Ucraina independentă.

## Geografie
Raionul se învecineazǎ cu raionul Ananiev în nord, cu raioanele Mîkolaivka și Berezivka în est, raioanele Ivanivka și Velîka Mîhailivka în sud, și cu raionul Frunzivka în vest. Este situat la poalele Podișului Podoliei (altitudinile maxime variază între 110 - 160 m), din care cauză relieful raionului este unul nivelat-deluros. Distanța până la centrul regionional, Odesa este de 94 km.
Clima temperat-continentalǎ este specifică raionului cu o temperatură medie a lunii ianuarie de -4.2°C, a lunii iulie +20.2°C, temperatura medie anualǎ +9.2°C.

## Demografie
Componența lingvistică a raionului Șîreaieve
     Ucraineană (91,13%)
     Română (4,3%)
     Rusă (3,62%)
     Alte limbi (0,36%)
Conform recensământului din 2001, majoritatea populației raionului Șîreaieve era vorbitoare de ucraineană (91,13%), existând în minoritate și vorbitori de română (4,3%) și rusă (3,62%).
La 1 octombrie 2011 populația raionului era de 27,578 persoane. Populația urbană constituie 7,238 persoane (24.3%), cea rurală 22,571 persoane (75.7%). În total există 73 de așezări.
Potrivit recensământului ucrainean din 2001, populația raionului era de 29,809 locuitori. Structura etnică:
| Grup etnic            | Populație | % Procentaj |
| --------------------- | --------- | ----------- |
| Ucraineni             | 26,800    | 89.9%       |
| Moldoveni (declarați) | 1,500     | 5.2%        |
| Ruși                  | 900       | 3.1%        |
| Bulgari               | 120       | 0.4%        |
| Armeni                | 100       | 0.3%        |
| Țigani                | 100       | 0.3%        |